# Las Cabanillas
Las Cabanillas är en ort i Mexiko.   Den ligger i kommunen El Fuerte och delstaten Sinaloa, i den västra delen av landet, 1 200 km nordväst om huvudstaden Mexico City. Las Cabanillas ligger 81 meter över havet och antalet invånare är 432.
Terrängen runt Las Cabanillas är platt. Runt Las Cabanillas är det ganska glesbefolkat, med 23 invånare per kvadratkilometer. Närmaste större samhälle är El Fuerte de Montes Claros, 3,5 km norr om Las Cabanillas. I omgivningarna runt Las Cabanillas växer huvudsakligen savannskog.